# Durance-Luberon-Verdon Agglomération
Die Durance-Luberon-Verdon Agglomération ist ein französischer Gemeindeverband mit der Rechtsform einer Communauté d’agglomération in den Départements Alpes-de-Haute-Provence und Var in der Region Provence-Alpes-Côte d’Azur. Sie wurde am 16. November 2012 gegründet und umfasst aktuell 25 Gemeinden. Der Verwaltungssitz befindet sich im Ort Manosque. Die Besonderheit ist die Département-übergreifende Mitgliedschaft ihrer Gemeinden.

## Historische Entwicklung
Per 1. Januar 2017 wechselte die Gemeinde Saint-Maime zur Communauté de communes Haute-Provence Pays de Banon.

## Mitgliedsgemeinden
| Gemeinde                             | Einwohner 1. Januar 2022 | Fläche km² | Dichte Einw./km² | Code INSEE | Postleitzahl | Département             |
| ------------------------------------ | ------------------------ | ---------- | ---------------- | ---------- | ------------ | ----------------------- |
| Allemagne-en-Provence                | 539                      | 32,99      | 16               | 04004      | 04500        | Alpes-de-Haute-Provence |
| Brunet                               | 293                      | 28,47      | 10               | 04035      | 04210        | Alpes-de-Haute-Provence |
| Corbières-en-Provence                | 1.285                    | 19,06      | 67               | 04063      | 04220        | Alpes-de-Haute-Provence |
| Entrevennes                          | 169                      | 29,81      | 6                | 04077      | 04700        | Alpes-de-Haute-Provence |
| Esparron-de-Verdon                   | 382                      | 34,20      | 11               | 04081      | 04800        | Alpes-de-Haute-Provence |
| Gréoux-les-Bains                     | 3.088                    | 69,46      | 44               | 04094      | 04800        | Alpes-de-Haute-Provence |
| La Brillanne                         | 1.114                    | 7,22       | 154              | 04034      | 04700        | Alpes-de-Haute-Provence |
| Le Castellet                         | 300                      | 18,87      | 16               | 04041      | 04700        | Alpes-de-Haute-Provence |
| Manosque                             | 22.807                   | 56,73      | 402              | 04112      | 04100        | Alpes-de-Haute-Provence |
| Montagnac-Montpezat                  | 405                      | 34,18      | 12               | 04124      | 04500        | Alpes-de-Haute-Provence |
| Montfuron                            | 220                      | 18,88      | 12               | 04128      | 04110        | Alpes-de-Haute-Provence |
| Oraison                              | 6.042                    | 38,42      | 157              | 04143      | 04700        | Alpes-de-Haute-Provence |
| Pierrevert                           | 3.943                    | 27,90      | 141              | 04152      | 04860        | Alpes-de-Haute-Provence |
| Puimichel                            | 254                      | 36,81      | 7                | 04156      | 04700        | Alpes-de-Haute-Provence |
| Puimoisson                           | 666                      | 35,44      | 19               | 04157      | 04410        | Alpes-de-Haute-Provence |
| Quinson                              | 388                      | 28,11      | 14               | 04158      | 04500        | Alpes-de-Haute-Provence |
| Riez                                 | 1.625                    | 40,00      | 41               | 04166      | 04500        | Alpes-de-Haute-Provence |
| Roumoules                            | 732                      | 26,04      | 28               | 04172      | 04500        | Alpes-de-Haute-Provence |
| Saint-Laurent-du-Verdon              | 89                       | 8,89       | 10               | 04186      | 04500        | Alpes-de-Haute-Provence |
| Saint-Martin-de-Brômes               | 632                      | 21,09      | 30               | 04189      | 04800        | Alpes-de-Haute-Provence |
| Sainte-Tulle                         | 3.530                    | 17,07      | 207              | 04197      | 04220        | Alpes-de-Haute-Provence |
| Valensole                            | 3.151                    | 127,77     | 25               | 04230      | 04210        | Alpes-de-Haute-Provence |
| Villeneuve                           | 4.386                    | 25,55      | 172              | 04242      | 04180        | Alpes-de-Haute-Provence |
| Vinon-sur-Verdon                     | 4.387                    | 36,00      | 122              | 83150      | 83560        | Var                     |
| Volx                                 | 3.227                    | 19,52      | 165              | 04245      | 04130        | Alpes-de-Haute-Provence |
| Durance-Luberon-Verdon Agglomération | 63.654                   | 838,48     | 76               | –          | –            | –                       |